# Яковлев, Григорий Михайлович
Григорий Михайлович Яковлев (1852—1922) — генерал от артиллерии Российской императорской армии.

## Биография
Родился 30 сентября 1852 года[по какому календарю?]. По вероисповеданию — православный. Окончил Орловскую Бахтина военную гимназию.
8 августа 1868 года вступил на службу в Российскую императорскую армию. Военное образование получил в Михайловском артиллерийском училище, откуда был выпущен со старшинством с 21 июля 1870 года в чине подпоручика в 33-ю артиллерийскую бригаду. 31 октября 1871 года получил старшинство в чине поручика. 29 декабря 1873 года получил старшинство в чине штабс-капитана. В 1876 году окончил Михайловскую артиллерийскую академию по 1-му разряду. С 23 июля 1876 года по 21 апреля 1891 года был столоначальником Главного управления военно-учебных заведений. 26 декабря 1877 года получил старшинство в чине капитана. 30 августа 1886 года получил старшинство в чине подполковника. В 1891 году получил чин полковника «за отличие», со старшинством с 21 апреля того же года. С 28 мая 1893 года по 31 июля 1900 года был начальником 1-го отдела Главного управления военно-учебных заведений. С 14 января 1891 года по 21 июля 1900 года был штатным преподавателем в Павловском военном училище. С 31 декабря 1900 года по 1 июля 1906 года был директором Николаевского кадетского корпуса. В 1901 году получил чин генерал-майора «за отличие», со старшинством с 1 апреля того же года. С 1 июля 1906 года по 9 марта 1910 года был помощником главного начальника, с 9 марта 1910 года по 1917 год — помощником начальника Главного управления военно-учебных заведений. В 1907 году получил чин генерал-лейтенанта «за отличие», со старшинством с 22 апреля того же года. 22 марта 1915 года «за отличие по службе» получил старшинство с присвоением чина генерала от артиллерии.
10 июня 1917 года был уволен от службы из-за болезни. Умер весной 1922 года в Петрограде.

## Семья
Был женат и имел сына.

## Награды
Григорий Михайлович Яковлев был награждён следующими орденами:
- Орден Святого Александра Невского (6 декабря 1916);
- Орден Белого орла (1913);
- Орден Святого Владимира 2-й степени (1910);
- Орден Святого Владимира 3-й степени (1898);
- Орден Святого Владимира 4-й степени (1895);
- Орден Святой Анны 1-й степени (1907);
- Орден Святой Анны 2-й степени (1893);
- Орден Святой Анны 3-й степени (1883);
- Орден Святого Станислава 1-й степени (1904);
- Орден Святого Станислава 2-й степени (1889);
- Орден Святого Станислава 3-й степени (1878).